# Secuestros y asesinatos de periodistas en México

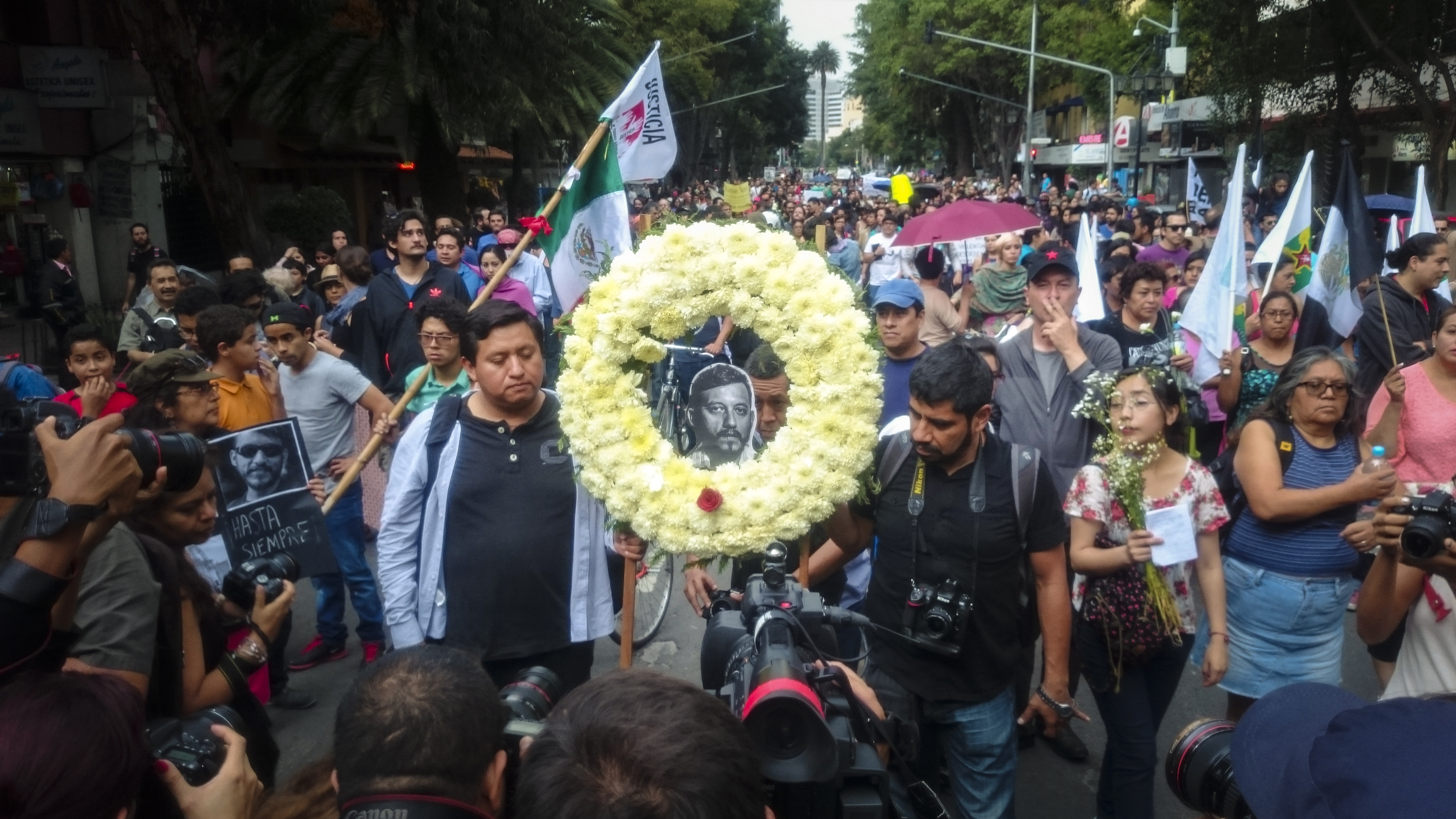
Marcha por Rubén Espinosa Becerril, asesinado en el 2015.

Este artículo habla acerca de los secuestros y asesinatos de periodistas en México. La Comisión Nacional de los Derechos Humanos (CNDH) de este país, considerado uno de los países más peligrosos para ejercer el periodismo en el mundo, registró, entre el 2000 y febrero del 2018, un total de 134 asesinatos y 20 desapariciones forzadas de periodistas. Esto ocurre con más frecuencia en el norte y en el suroeste del país. De los países de América Latina, Guatemala, Honduras, Colombia, Venezuela y México son aquellos donde hay “una situación difícil” para ejercer el periodismo, es decir, la pluralidad y la protección a periodistas no son las ideales para ejercer el oficio, según Reporteros Sin Fronteras.
Las amenazas constantes hacen que la libertad de expresión de los periodistas se vea afectada pues usualmente son blancos de la delincuencia organizada y la corrupción en donde el narcotráfico es quien gobierna. "La falta de investigaciones efectivas de crímenes contra periodistas crea un ambiente de vulnerabilidad hacia quienes ejercen esta profesión, así como envía el mensaje a los agresores de que no existen consecuencias por sus actos, lo que permite que los ataques contra la prensa continúen".
Según el Instituto Belisario Domínguez del Senado mexicano, la impunidad en los asesinatos de periodistas es del 99,75%. Según los datos de la Fiscalía Especial para la Atención de Delitos cometidos contra la Libertad de Expresión, entre julio del 2010 y agosto del 2016 se denunciaron 798 delitos contra periodistas, de los que 101 llegaron hasta el juez. Finalmente, solo hubo dos condenas, un 0,25%. En ese periodo, 105 periodistas fueron asesinados en México y, según Reporteros Sin Fronteras, es el tercer país, tras Siria y Afganistán, más peligroso para la prensa.
En 2006 se creó una fiscalía especial para alejar los expedientes de los asesinatos de periodistas de investigadores incompetentes o corruptos. Hasta mayo de 2017, solo ha conseguido generar tres condenas.

## Denuncias de ONG
En el 2016, la organización Reporteros sin Fronteras presentó su Clasificación Mundial de la Libertad de Prensa, en la que se evaluaron tópicos como la independencia de los medios de comunicación y la seguridad y el respeto a la libertad de periodistas. Ahí, México ocupó el lugar 149 entre 180 países.
La Federación de Periodistas Latinoamericanos (FPL) denunció que en la región fueron asesinados 14 periodistas solo en el 2015, mientras que en este año se registran cinco asesinatos de comunicadores sociales. Cada 22 horas, un periodista es agredido en ese país, según el informe de la Organización Internacional Artículo 19, que promueve y defiende la libertad de expresión.

## Desapariciones
La organización Artículo 19 denunció, en el 2017, que México es el país con más periodistas desaparecidos. Suman 24 desde 2003, lo que resulta en un promedio de dos comunicadores privados de su libertad por año. Tamaulipas (seis), Michoacán (cinco), Veracruz (cuatro) y Guerrero (dos) son los Estados con más casos.

## Cronología de asesinatos, agresiones y desapariciones
Según la Federación de Asociaciones de Periodistas Mexicanos (Fapermex) en el Informe al tercer trimestre de 2014, sobre los asesinatos y desapariciones forzadas de periodistas en México, en el 2000 fueron asesinados 15 periodistas y 5 desaparecidos solo en Veracruz, mientras que de 1983 al 2000 asesinaron y desaparecieron a 37 periodistas.
La sede del periódico El Siglo de Torreón, del estado de Coahuila, fue tiroteada en cinco ocasiones distintas entre 2009 y 2013. Cuatro trabajadores del periódico han sido secuestrados.

### 2010

#### Veracruz de Ignacio de la Llave
Sergio Landa, reportero de El Diario de Cardel, fue desaparecido en el 2010 en el estado de Veracruz y 60 días antes secuestrado, la empresa se deslindó del caso y de la familia. “El expediente no fue turnado a la Fiscalía Especial de Atención a Delitos contra la Libertad de Expresión (FEADLE), sino a la Subprocuraduría Especial de Investigaciones contra la Delincuencia Organizada (SEIDO), por presumirse que se trata de un asunto relacionado con el crimen organizado y no con su actividad periodística.”

#### Estado de Michoacán
Jesús Lemus, periodista michoacano, fue encarcelado en Puente Grande, tras haber incomodado con sus notas, en su periódico local, al entonces presidente Felipe Calderón Hinojosa; estuvo preso por tres años, los cuales aprovechó para escribir un libro, Los Malditos. Crónica negra desde Puente Grande, en donde cuenta las anécdotas vividas y las historias de algunos delincuentes que lo acompañaron en esos horribles años de prisión.

### 2014
Jesús Antonio Gamboa Urías, periodista y director de la revista Nueva Prensa,originario de Sinaloa, estuvo desaparecido 10 días. Según la Procuraduría General de la Justicia, fue seguido tras salir de un bar al ser confundido con una persona que estaba relacionada con el narcotráfico, su cuerpo fue encontrado con dos balas y marcas que demuestran que había sido torturado;

### 2015
En el 2015, se tienen registrados 14 asesinatos, además de que “cada 22 horas, un periodista es agredido en este país, según el informe de la Organización Internacional Artículo 19, que promueve y defiende la libertad de expresión.”
Rubén Espinosa Becerril, asesinado en julio del 2015. Por cubrir un reportaje en donde 10 hombres golpearon a ocho estudiantes en una habitación muy pequeña, días después él se percató que lo perseguían y salió de Veracruz, donde vivía, para no correr ningún riesgo. Sin embargo, fue asesinado el 30 de julio de 2015 junto con otras 4 personas en un edificio de la colonia Narvarte, en la Ciudad de México.

### 2016
En el año 2016, fueron asesinados 11 periodistas.
Enero 21 - Marco Hernández, corresponsal del diario Noticias Voz e Imagen, fue asesinado en el municipio de San Andrés Huaxpaltepec.
Febrero 8 - Anabel Flores, periodista de El Sol de Orizaba, fue secuestrada por un comando armado en su casa. Días después, se halló su cuerpo al borde de una carretera del estado de Puebla.
Febrero 20 - Moisés Dagdug Lützow, en el estado de Tabasco. Fue asesinado en el interior de su casa. Era conductor de la radiodifusora local XEVX-Am. Había recibido varias amenazas, que expresó desde su programa De Frente Tabasco. En este programa, él se caracterizaba por ser crítico de la gestión del actual gobierno estatal de Tabasco. Dagdug fue diputado federal en el 2006 por el Partido de la Revolución Democrática.
Abril 25 -Alma Catala Franco quien trabajaba para El Sol de Acapulco, fue asesinado al salir de su domicilio en Acapulco de Juárez, en el estado de Guerrero.
15 de mayo - Manuel Torres, excorresponsal de TV Azteca y exreportero del periódico Noreste, fue asesinado en el municipio de Poza Rica de Hidalgo.
19 de junio - Elidio Ramos fue amenazado un día antes de que fuera asesinado, por cubrir los bloqueos en algunas vialidades y la quema de autobuses en Juchitán, Oaxaca.
26 de junio - Salvador Olmos García, colaborador de la radio comunitaria Tu un Ñuu Savi, fue atropellado en Huajuapan, Oaxaca, por miembros de la policía municipal, tras haber sido arrestado por estar haciendo un grafiti.
20 de julio - Pedro Tamayo, en el estado de Veracruz.[cita requerida]
13 de septiembre - Agustín Pavía, en el estado de Oaxaca.[cita requerida]
15 de septiembre - Aurelio Cabrera, en  estado de Puebla.[cita requerida]
10 de diciembre - Adrián Rodríguez Samaniego, en el estado de Chihuahua.[cita requerida]

### 2017
Marzo - Cecilio Pineda, en Ciudad Altamirano, en el estado de Guerrero. Fue fundador y director de una página web de noticias en la región de Tierra Caliente del estado de Guerrero donde se cultiva opio y colaborador del periódico El Universal. Recibió diez disparos mientras estaba tumbado en una hamaca. Desde hacía meses, el comunicador, que cubría la fuente policíaca, denunció públicamente que recibía constantes amenazas de muerte de grupos de la delincuencia organizada que operan en esta franja de la entidad.
Marzo - Miroslava Breach Velducea, en el estado de Chihuahua. Conocida por su periodismo crítico a lo largo de varias décadas como corresponsal en Chihuahua, Miroslava fue elevando el tono de sus informaciones para denunciar, entre otras cosas, el desplazamiento de miles de campesinos de la sierra tarahumara obligados a plantar amapola ante la llegada de los carteles o los vínculos de los partidos políticos con el crimen organizado. El gobernador, Javier Corral, confirmó que fue asesinada por su trabajo periodístico.
Marzo - Ricardo Monluí Cabrera, en el estado de Veracruz. Director de El Político y columnista de los periódicos veracruzanos El Sol de Córdoba y el Diario de Xalapa. Fue asesinado en presencia de su esposa y de uno de sus hijos, que resultaron ilesos. El periodista, de 57 años, también ocupaba la presidencia de la Asociación de Periodistas y Reporteros Gráficos de Córdoba, de donde era oriundo.
20 de marzo - Agresiones a Armando Arrieta, exdirector editor de La Opinión, en Veracruz.
Abril - Maximino Rodríguez Palacios, en el estado de Baja California. Veterano reportero de 71 años que trabajaba para un blog en Baja California, "fue atacado a tiros y privado de la vida" cuando llegaba en su vehículo a una tienda acompañado de su esposa.
Abril - Filiberto Ramos, presentador de un programa en una radio local en el estado de Morelos. Fue acribillado a balazos el sábado 29 de abril en el municipio de Tlaquiltenango, cuando volvía en su vehículo a su casa después de participar en su programa de radio. El periodista, que presentaba el programa de radio Poemas y cantares en la emisora La señal de Jojutla, volvía a su casa cuando fue atacado con arma de fuego por unos desconocidos, y falleció cuando era trasladado al hospital.
Mayo - Javier Valdez, en el estado de Sinaloa. Periodista de RíoDoce y corresponsal de AFP, era considerado el gran cronista del narcotráfico en Sinaloa, uno de los periodistas más respetados en México en relación con la información sobre el crimen organizado. Su libro Narcoperiodismo. La prensa en medio del crimen y la denuncia aborda el trabajo de los reporteros que no se callan en medio de la narcoviolencia. Le dispararon a plena luz del día en Culiacán, la capital del estado, después de que unos hombres interceptaron su vehículo.
Mayo - Jonathan Rodríguez, en el estado de Jalisco. Periodista de 26 años, fue atacado junto a su madre, Sonia Córdova, subdirectora de un semanario del estado de Jalisco, tiroteado en un ataque en la ciudad de Autlán de Navarro. Ella resultó gravemente herida.
Mayo - En el estado de Guerrero, siete periodistas que viajaban para investigar la lucha entre bandas rivales fueron acorralados por un centenar de hombres armados, que los golpearon y les quitaron sus pertenencias.
18 de mayo - En el estado de Michoacán, secuestro de Salvador Adame Pardo. El director del Canal 6TV, del municipio michoacano de Nueva Italia, fue raptado por un comando armado, que lo interceptó y lo obligó a subir a un vehículo color negro. Después, no se supo nada más. No habían pasado ni 24 horas desde que el presidente Enrique Peña Nieto se comprometiera a reforzar las medidas de seguridad en favor del ejercicio de la libertad de expresión. El periodista denunció que fue golpeado y detenido arbitrariamente por policías mientras cubría una manifestación en el municipio de Múgica, en marzo del año anterior. Adame también había recibido amenazas por parte del crimen organizado, la última en septiembre del 2015.
31 de mayo - Cerca de cien periodistas de Michoacán presentan una denuncia colectiva ante la Unidad Especializada de Combate al Secuestro de la Procuraduría General de Justicia del Estado (PGJE), por la desaparición de su compañero Salvador Adame Pardo.[cita requerida]
26 de junio - Los restos de Salvador Adame Pardo aparecen calcinados en la Barranca del Diablo, en el municipio de Gabriel Zamora. El procurador de Justicia de Michoacán, José Martín Godoy Castro, señaló que un sujeto conocido como “El Chano Peña”, fue quien ordenó el asesinato del comunicador.
Agosto 22 - Cándido Ríos Vázquez, acribillado en la ciudad de Juan Díaz Covarrubias, municipio de Hueyapan de Ocampo, en el estado de Veracruz. Trabajaba para el Diario de Acayucan y formaba parte de un programa gubernamental de protección de periodistas y defensores de los derechos humanos. Había denunciado amenazas desde 2012. En el lugar, fallecieron sus dos acompañantes, y él murió de camino al hospital.
7 de octubre - Edgar Daniel Esqueda, fotógrafo de sucesos en el estado de San Luís de Potosí. Tenía su propio portal y colaboraba con otros medios de la región, como Vox Populi. Fuentes de la fiscalía informaron que su cuerpo ha aparecido maniatado, junto a unas vías de tren, cerca del aeropuerto. Al parecer, el cadáver presentaba heridas de bala.
19 de diciembre - Gumaro Pérez Aguilando, reportero de La Voz del Sur de Veracruz, fue asesinado en Acayucan (Veracruz).

### 2018
Enero 6 - José Gerardo Martínez Arriaga, periodista editor del Servicio Universal de Noticias (SUN) de El Universal, fue asaltado y asesinado en un tianguis en la delegación Coyoacán, en la Ciudad de México.
Enero 13 - Carlos Domínguez, periodista independiente, asesinado en Nuevo Laredo, municipio del estado de Tamaulipas. Era autor de una columna política, que difundía a través de las redes sociales. El homicidio ocurrió cuando el periodista viajaba en su automóvil, junto con su hija.
Enero 21 - Agustín Silva Vásquez, reportero policial de El Sol del Istmo, desapareció en Matías Romero, municipio del estado de Oaxaca. Su vehículo se encontró en el municipio de Asunción Ixtaltepec, en los límites con el estado de Veracruz.
Febrero 5 - Pamika Montenegro, también conocida como “La Nana Pelucas”, comunicadora y bloguera, fue asesinada en Acapulco, Guerrero. Conducía su propio sitio digital de entrevistas y análisis satíricos de la política mexicana y local. Era integrante de la Federación de Asociaciones de Periodistas Mexicanos.
Marzo 21 - Leobardo Vázquez Atzin, reportero independiente del portal noticioso Enlace Gutiérrez Zamora, fue asesinado por un disparo de arma de fuego en el municipio de Gutiérrez Zamora, en el Veracruz.
15 de mayo - Juan Carlos Huerta Gutiérrez, reportero del medio Panorama sin Reservas, fue asesinado al salir de su casa, en las afueras de Villahermosa, Tabasco.
24 de mayo - Alicia Díaz González, periodista de El Financiero y de Grupo Reforma, fue asesinada a golpes en su domicilio, en Monterrey, Nuevo León.
30 de mayo - Héctor González Antonio, periodista del diario Excélsior y reportero de Grupo Imagen, fue asesinado a golpes en Ciudad Victoria, Tamaulipas.
22 de septiembre - Mario Gómez, reportero del periódico El Heraldo de Chiapas, fue asesinado al salir de su casa en Yajalón, Chiapas.
3 de octubre - Sergio Martínez, reportero independiente y fundador del periódico local Enfoque, asesinado en un restaurante en Tuxtla Chico, Chiapas.

### 2019
Febrero - Jesús Ramos Rodríguez "Chuchín", locutor y periodista del programa "Nuestra región hoy" de la estación de radio 99.9 fm en el municipio de Emiliano Zapata, Tabasco. Quién fue asesinado con múltiples heridas por arma de fuego mientras se encontraba desayunando en un restaurante de la ciudad. </ref>
Agosto - Celestino Rivera Vázquez, del Gráfico de Xalapa.

### 2020
Marzo 12 - Ataques a Mireya Ulloa, directora editorial de La Opinión, en Veracruz.
Marzo 30 - María Elena Ferral, corresponsal del Diario de Xalapa y directora de la página web de noticias Quinto Poder de Veracruz

### 2022
11 de agosto - Se localiza el cuerpo del periodista Juan Arjón López, de 62 años, en San Luis Río Colorado, Sonora, días después de su desaparición.

## Consecuencias de la violencia contra periodistas
Efectos colaterales de la violencia contra periodistas según la CIDH en su Relatoría Especial para la Libertad de Expresión.
- Vulnera el derecho de las víctimas a expresar y difundir sus ideas, opiniones, información y publicaciones.

- Generan un efecto amedrentador y de silenciamiento en sus pares.
- Violan los derechos de las personas y las sociedades a buscar y recibir información e ideas de cualquier tipo.
- La negligencia de autoridades al realizar la investigación, persecución y sanción de todos los responsables puede generar violaciones adicionales a los derechos al acceso a la justicia y garantías judiciales.

### Otros efectos
- En la sociedad civil genera miedo a expresarse libremente al tener como referencia la violencia ejercida contra periodistas quienes publican y mediáticamente denuncian eventos de injusticias.
- Abona al debilitamiento de la confianza hacia el Estado y otras autoridades.
- Favorece la cultura del silencio, es decir, a mantenerse distantes de las problemáticas sociales en tanto que nos resultan ajenas y/o nos generan indiferencia.
- Refuerza la desconfianza ante el Silencio administrativo.

## Seguridad de periodistas

### Obligaciones de los Estados con personas periodistas (de acuerdo con la Relatoría Especial para la Libertad de Expresión de laCIDH)
La seguridad de las personas periodistas es una obligación estatal resumida en:

#### Prevenir
- La promoción de seguridad de periodistas no debe limitarse a acciones posteriores a los hechos ocurridos, deben de tomarse acciones de prevención dirigidas a atacar las causas de la violencia y de la impunidad. Los deberes son:
  - Adoptar un discurso público que contribuya a prevenir la violencia contra periodistas y que no les exponga a un mayor riesgo, que condene las agresiones, y aliente a las autoridades competentes a actuar con la debida diligencia en la investigación y sanción de responsables.
  - Instruir a fuerza de seguridad sobre respeto al trabajo de las y los periodistas y adoptar mecanismos de prevención adecuados para evitar las agresiones y concienciar y adoptar guías de conducta sobre el respeto a la libertad de expresión.
  - Respetar el derecho de periodistas a la reserva de sus fuentes de información, apuntes y archivos.
  - Sancionar penalmente la violencia contra periodistas y personas que trabajen en medios de comunicación.
  - Producir datos de calidad, compilar y mantener estadísticas precisas sobre violencia contra periodistas para diseñar, implementar y evaluar políticas púbicas efectivas de prevención, protección y juzgamiento penal.

#### Proteger
- El Estado está obligado a identificar el riesgo especial y advertir a periodistas sobre su existencia, características y origen de este. Debe adoptar medidas de protección específicas y responder para mitigar sus riesgos y efectos. En México existe una situación estructural sistemática grave de violencia contra periodistas y personas que trabajan en medios,[52] y en 2012 se convirtió el segundo país de Latinoamérica en adoptar un mecanismo especializado (Comité Consultivo) por recomendación de relatores especiales de la CIDH y la ONU tras su visita in loco en 2010, encargado de recibir solicitudes de protección, definir y dar seguimiento a medidas de prevención y protección para periodistas y facilitar la implementación de dichas medidas a nivel federal y local.

#### Procurar justicia
Los Estados tienen la obligación de investigar, juzgar y sancionar a todas las personas que cometan delitos contra comunicadores materiales e intelectuales, partícipes, colaboradores y encubiertos. Implica:
- Adoptar un marco institucional adecuado.

- Actuar con debida diligencia y agotar las líneas de investigación vinculadas con el ejercicio periodístico de la víctima tomando en cuenta la complejidad de los hechos y contexto.
- Efectuar investigaciones en un plazo razonable para que la demora excesiva en la investigación no constituya por sí misma una violación de las garantías judiciales.
- Remover los obstáculos legales a la investigación y sanción proporcionada y efectiva de los delitos más graves contra periodistas.

### Roles de otros actores
- La comunidad internacional o un tercer Estado a cuyo territorio se ha trasladado un periodista en riesgo a donde pretende llegar para evitar amenazas debe proporcionar cooperación bi y multilateral para reforzar la defensa de periodistas y defensores de derechos humanos.
- Medios de comunicación: El Plan de Acción de las Naciones Unidas sobre la Seguridad de los Periodistas y la Cuestión de la Impunidad señala la importancia de instar “al sector de los medios de comunicación y sus asociaciones profesionales, a que establezcan disposiciones generales sobre seguridad para los periodistas que incluyan, aunque no exclusivamente, cursos de formación en materia de seguridad, asistencia sanitaria y seguro de vida, acceso a la protección social y remuneración adecuada para el personal a tiempo completo y por cuenta propia”.[53]
- ONGs: Las organizaciones de la sociedad civil pueden jugar un rol importante asesorando a periodistas y medios de comunicación para que puedan acceder a mecanismos de prevención y protección en sus Estados o a medidas cautelares dictadas por órganos internacionales; para la implementación de mecanismos de observación de las iniciativas de gobiernos y cumplimiento de sus obligaciones; y  en temas de seguridad y autoprotección de periodistas.

## Opiniones de periodistas
“La impunidad en los asesinatos de periodistas incita a futuros criminales y obliga a los medios a operar en un clima de temor, lo cual acaba limitando la información disponible al público. Los Estados necesitan, de manera urgente, abordar esta situación con mecanismos robustos para proteger, investigar y fiscalizar cuando los periodistas son amenazados o atacados, declaró este jueves Elisabeth Witchel, la autora del informe de CPJ.”
“El periodista y columnista del Diario La Jornada, Pedro Miguel, a través de una entrevista dada a teleSUR menciona que “los periodistas mexicanos vivimos una inseguridad increíble, como también estamos propensos al crimen organizado” además aclara que esto no es sólo con el gremio, sino también con la población en general. 

## Otros datos

### 2018
- En octubre del 2018 el Alto Comisionado de la Organización de las Naciones Unidas para los Derechos Humanos (ONU-DH) y la Unión Europea condenaron los asesinatos en México indicando que "Expresamos nuestra preocupación por la falta de resultados en las investigaciones abiertas para esclarecer casos anteriores de asesinatos a periodistas".[56]

### 2017
- En el primer semestre de 2017 además de los asesinatos, Artículo 19 había documentado 276 agresiones y amenazas a reporteros, una y media al día, 52 más que en los primeros seis meses de 2016. Juan Vázquez, uno de los investigadores, explicaba que la impunidad era, como siempre, uno de los principales problemas. "No hay un solo detenido por ninguno de los periodistas asesinados este año. A pesar del compromiso público, no se ve una actitud distinta ni un cambio en la manera de actuar".[33]

### 2016
- Crímenes combinados entre Somalia, Irak, Siria, Filipinas, Sudán del Sur en donde en el sexto lugar encontramos a México, seguido por Afganistán, Pakistán, Brasil, Rusia, Bangladés, Nigeria e India.
- 95% periodistas locales que cubrían política y corrupción.
- 40% denunciaron que recibieron amenazas.
- 3% de los asesinatos lograron justicia plena.[54]
- Artículo 19 ha documentado el asesinato de: 99 periodistas en México por su labor periodística. de los cuales 26 se han registrado durante el mandato de Enrique Peña Nieto, 8 en Oaxaca y 6 en Veracruz.
- Durante el gobierno de Javier Duarte hubo 17 periodistas asesinados y 20 en Veracruz.
- De los antes mencionados 92 son hombres y 7 mujeres.[57]
- Artículo 19 también nos dice que en 3 meses ha habido 149 agresiones, eso es el 115% más que en el primer bimestre que sólo se reportaron 69.
- En junio del 2016 ya eran 218 agresiones, esto quiere decir que al menos es una agresión por día. 46 de los casos son ataques físicos, 37 intimidaciones mientras que 35 amenazas.
- México ocupa el primer lugar con 31 agresiones, Veracruz el segundo con 28, Oaxaca el tercero con 27, Guerrero el cuarto con 17 y Puebla el quinto con 15; sin embargo Veracruz es considerado el peor por 3 asesinatos en 7 meses.[58][59]

## Información por estados

### Estado de Michoacán
El 26 de junio de 2017 aparecieron los restos calcinados del periodista Salvador Adame Pardo, desaparecido desde el mes de mayo. Es el sexto periodista asesinado en Michoacán desde 2007 a junio de 2017. Otros cuatro periodistas están desaparecidos: José Antonio García Apac desapareció en 2006; Mauricio Estrada Zamora, en 2008; María Esther Aguilar Cansimbe, en 2009, y Ramón Ángeles Zalpa, en 2010. Por otra parte, seis periodistas han sido asesinados en Michoacán desde 2007 a mayo de 2017”.

### Estado de Veracruz
Veracruz "se ha convertido en una de las entidades más violentas para los periodistas", sobre todo durante los periodos de Javier Duarte (2010-2016) (hubo 17 homicidios) y de Miguel Ángel Yunes (cuatro homicidios). En lo que va del periodo de Celestino Ruiz Vázquez, han ocurrido dos asesinatos, y un total de 28, desde el 2000.

### Estado de Oaxaca
De 2006 a 2022, Artículo 19 ha registrado a 15 periodistas asesinados en Oaxaca. El primero de ellos fue (1) Brad Will (27 de octubre de 2006), de nacionalidad extranjera, cuyo asesinato ocurrió durante la administración de Ulises Ruiz Ortiz (2004-2010), al igual que el del periodista y líder indígena (2) Raúl Marcial Pérez (8 de diciembre de 2006) en el Municipio de Santiago Juxtlahuaca, quien a través de su columna “El otro lado de la moneda”, denunciaba los atentados a los derechos humanos cometidos por el entonces gobernador. También destaca el asesinato de dos locutoras Triqui (etnia), (3) Teresa Bautista Merino de 24 años y (4) Felicitas Martínez Sánchez de 20 años (7 de abril de 2008), que participaban en el programa "La voz que rompe el silencio", transmitido en una radio comunitaria de San Juan Copala.
En el sexenio de Gabino Cué Monteagudo (2010-2016), fue hallado sin vida en el barrio de la Viguera de la Ciudad de Oaxaca, el cuerpo de (5) Alberto López Bello (17 de julio de 2013), reportero de la sección de policiaca. Un año después fue asesinado el reportero (6) Octavio Rojas Hernández (11 de agosto de 2014), quien fungió como funcionario municipal en Cosolapa y también como corresponsal de El Buen Tono (Veracruz), al cual envió tres días antes de morir, dos notas que no firmó por razones de seguridad, sobre un decomiso de combustible robado que era transportado por el director de la Policía Municipal, Fermín Hernandez Venegas.
En 2015 se registró en Santiago Juxtlahuaca, el asesinato del locutor (7) Abel Manuel Bautista Raymundo (14 de abril de 2015), propietario y director de la emisora "Transmitiendo sentimientos, la voz de Juxtlahuaca", en donde abordaba temas de migración y derechos humanos; aunque hay quienes indican que se trató de un hecho aislado al periodismo y la libertad de expresión.  Ese mismo año en Miahuatlán de Porfirio Díaz, fue asesinado frente a la radiodifusora donde trabajaba, el locutor (8) Filadelfo Sánchez Sarmiento (2 de julio de 2015), quien había denunciado llamadas telefónicas que lo amenazaban de muerte.
En 2016 el cuerpo sin vida del comunicador (9) Marcos Hernández Bautista (21 de enero de 2016), fue encontrado a un lado de su auto en la Carretera Federal 200 de San Andrés Huaxpaltepec. Además de ser corresponsal, fungía como regidor de cultura en Santiago Jamiltepec bajo la militancia de Morena (partido político).  Cinco meses después  fue asesinado a quemarropa el reportero de policiaca (10) Elidio Ramos Zárate (19 de junio de 2016), durante una cobertura de bloqueos de vialidades y quema de autobuses en Juchitán de Zaragoza.
Ese mismo año en Huajuapan de León, fueron asesinados dos locutores de la radio comunitaria "Tu´Un Ñuu Savi" (Palabra del Pueblo de la Lluvia), perteneciente a la Sección 22 de la CNTE. (11) Salvador Olmos García (26 de junio de 2016) fue atropellado por una patrulla de la policía municipal durante un supuesto intento de fuga, luego de ser detenido por realizar una pinta. Sin embargo, un informe de Artículo 19 indica que pudo haber sido torturado previamente.  Meses más tardes, (12) Agustín Pavia Pavia (13 de septiembre de 2016) fue asesinado a balazos cerca de su domicilio.  Ambos eran activistas críticos de las concesiones mineras.
El primer periodista asesinado durante el gobierno de Alejandro Murat Hinojosa (2016-2022) y en vísperas de la conmemoración del Día Mundial de la Libertad de Prensa, fue (13) Telésforo Santiago Enríquez (2 de mayo de 2019), fundador de la radio comunitaria "Estéreo Cafetal", la voz zapoteca de San Agustín Loxicha. Era promotor y defensor de lenguas indígenas, pero también hacía comentarios y críticas hacia las instituciones oficiales desde los micrófonos. Fue emboscado en el barrio Ampliación Tres Cruces.
El periodista (14) Gustavo Sánchez Cabrera (17 de junio de 2021) fue asesinado a balazos cuando viajaba con su hijo a bordo de una motocicleta, en un camino que comunica a las poblaciones de San Vicente y Morro Mazatán, pertenecientes al municipio de Santo Domingo Tehuantepec. Aunque en julio de 2020 ya había sido víctima de un atentado y la Defensoría de los Derechos Humanos del Pueblo de Oaxaca (DDHPO) dictó medidas cautelares para su protección, no le había sido entregado el botón de asistencia y localización que permite dar aviso ante una situación de peligro. Un día antes de su asesinato había difundido una nota de Milenio sobre la investigación la Unidad de Inteligencia Financiero (UIF) al presidente municipal de San Blas Atempa, Antonio Morales Toledo, por presunto lavado de dinero.
El caso más reciente registrado en Oaxaca, es el del periodista (15) Heber López Vázquez (10 de febrero de 2022), abatido a tiros en el estudio de grabación que tenía en su casa, a unas cuadras del centro de Salina Cruz. Los temas que abordaba eran diversos, entre ellos la corrupción y las obras que se realizaban en el municipio, relacionadas con el megaproyecto del Corredor Interoceánico del Istmo de Tehuantepec.